# In the Middle (Sugababes)
In the Middle è un singolo del gruppo musicale pop britannico Sugababes, pubblicato il 22 marzo 2004 dall'etichetta discografica Island.
La canzone, scritta dalle Sugababes insieme a Phil Fuldner, Miranda Cooper, Niara Scarlett, Brian Higgins, Shawn Lee, Lisa Cowling, Andre Tegler e Michael Bellina e prodotta da Brian Higgins, gli Xenomania e Jeremy Wheatley, è stata estratta dal terzo album del gruppo, Three. Il singolo conteneva la b-side Colder in the Rain.

## Tracce e formati
CD-Maxi (Island 981 764-6 (UMG)
1. In the Middle - 3:54
2. Colder in the Rain - 4:34 (Sugababes, Felix Howard, Tom Elmhirst, Jeremy Shaw, Jonathan Lipsey)
3. In the Middle (Ruff & Jam Metaltronik Mix Edit) - 5:43
4. In the Middle (Hyper Remix Edit) - 5:48

## Classifiche
| Classifica (2004)   | Posizione raggiunta |
| ------------------- | ------------------- |
| Paesi Bassi         | 7                   |
| Regno Unito         | 8                   |
| Belgio (Vallonia)   | 9                   |
| Irlanda             | 13                  |
| Svizzera            | 23                  |
| Germania            | 29                  |
| Classifica mondiale | 29                  |
| Australia           | 33                  |
| Austria             | 33                  |
| Belgio (Fiandre)    | 40                  |